# Brzeźnica (gemeente in powiat Wadowicki)
De gemeente Brzeźnica is een landgemeente in het Poolse woiwodschap Klein-Polen.
De zetel van de gemeente is in Brzeźnica

## Plaatsen
sołectwo:
Brzeźnica, Bęczyn, Brzezinka, Chrząstowice, Kopytówka, Kossowa, Łączany, Marcyporęba, Bachorowice, Nowe Dwory, Paszkówka, Sosnowice, Tłuczań, Wyźrał.